# Montfaucon-en-Velay
Montfaucon-en-Velay är en kommun i departementet Haute-Loire i regionen Auvergne-Rhône-Alpes i centrala Frankrike. Kommunen ligger i kantonen Montfaucon-en-Velay som tillhör arrondissementet Yssingeaux. År 2022 hade Montfaucon-en-Velay 1 136 invånare.

## Befolkningsutveckling
Antalet invånare i kommunen Montfaucon-en-Velay
| Referens: INSEE |